# 張紞
張紞（？—1402年），字昭季，陝西行省奉平路富平縣（今陝西省富平縣）人，明朝政治人物，明朝吏部尚書。
洪武年間，其舉明經，任東宮侍書，累遷試左通政。洪武十五年，平定雲南后，出任左參政、歷任左布政使。洪武二十年入覲，因治行列天下第一，明太祖朱元璋特命吏部免試，并賜璽書，命其在雲南鎮守。明惠帝即位后，召為吏部尚書，詔征名士選才，包括楊士奇等人均由張紞舉薦。
朱棣攻入南京后，記錄朝廷中二十九名奸臣，中有張紞。而茹常進言后，朱棣寬恕其罪并恢復原職。之後朱棣仍命張紞、戶部尚書王鈍解職，給半祿。張紞大懼，與吏部後堂自盡，妻子相繼投河自殺。